# گیلانکشه
گیلانکشه یک روستا در ایران است که در دهستان گیلوان واقع شده‌است. گیلانکشه حدود ۳،۰۰۰ نفر جمعیت دارد.